# Miguel Yuste
Pour les articles homonymes, voir Yuste et Moreno.
Yuste  Moreno est un nom espagnol. Le premier nom de famille, en général paternel, est Yuste ; le second, en général maternel, souvent omis, est Moreno.
Miguel Yuste Moreno  (né le 20 juin 1870 à Alcalá del Valle, Cádiz, décédé en avril 1947 à Madrid) est un compositeur, clarinettiste et professeur espagnol, professeur titulaire au conservatoire de Madrid à partir de 1910, où il a réalisé un travail pédagogique très important sur son instrument en Espagne, la clarinette.

## Biographie
Miguel Yuste est entré à l'orphelinat San Bernardino de Madrid après être devenu orphelin à l'âge de huit ans. Il s'inscrit au Conservatoire en 1883, après avoir reçu ses premières leçons de musique à l'orphelinat même, grâce au clarinettiste José Chacón. Il a été membre de divers ensembles instrumentaux à Madrid, tels que la fanfare du corps royal des Guardia Alabarderos (après avoir remporté le concours correspondant), l'orchestre de l'opéra des Jardines del Buen Retiro, la société des concerts de Madrid, la chapelle royale, l'orchestre symphonique de Madrid, l'orchestre du théâtre royal et la Sociedad de cuartetos de Madrid. À partir de 1909 (date de sa création), il collabore avec la Banda Municipal de Madrid (es), dont il est le chef assistant.
Miguel Yuste était un soliste de clarinette renommé et a participé aux premières espagnoles du Quintette en si mineur op. 115 et de la Sonate n° 1 en fa mineur op. 120 de Johannes Brahms, jouées pour la première fois à Madrid en 1893 et 1896, respectivement, à chaque fois un an seulement après leurs premières à Berlin et Vienne. Les deux concerts ont eu lieu au Salón Romero, une salle de concert fondée en 1884 par le clarinettiste et grand pédagogue Antonio Romero y Andía, dont le travail pédagogique a été poursuivi par Miguel Yuste.
Miguel Yuste a conçu un programme remarquable de cours systématique d'une durée de 6 ans, basé sur les méthodes de Romero et Hyacinthe Klosé, qui porte toujours ses fruits jusqu'à nos jours.

## Hommage
Une rue lui est dédiée à Madrid, dans le quartier de Suanzes, bien connu pour être le siège du journal El País.

## Œuvres
- Ingenuidad op. 8/59
- Estudio melódico op. 33, D.L. 1971
- Solo de concours, pour clarinette op. 39, 1941, 2ème révision
- Capricho Pintoresco op. 41
- Vibraciones del alma op. 45, 1953
- Añoranzas Memorias op. 96, pour trompette et piano

## Enregistrements
- La Obra Para Clarinete y Piano de Miguel Yuste.  Pièces de Miguel YUSTE MORENO, avec Enrique PÉREZ PIQUER (clarinette), Anibal BAÑADOS  LIRA (piano), (Logomusic Records, LCD1001, 1995).
- Fantasías  Mediterráneas:  Spanish  Music pour clarinette et piano. Œuvres de  Miguel YUSTE MORENO, avec Joan  ENRIC LLUNA (clarinette), Jan  GRUITHUYZEN (piano), (Clarinet  Classics, CC0017, 1997).